# Святогірськ
Святогі́рськ — місто на півночі Донецької області, у Краматорському районі. Адміністративний центр Святогірської міської громади.
Входить до складу Краматорської агломерації. На території бувшої Слобідської України, що належала до Ізюмського полку.

## Географія
Місто розташоване на березі річки Сіверський Донець, біля кордону трьох областей — Донецької, Харківської та Луганської, за 6 км від залізничної станції Святогірськ.
Є найпівнічнішим містом Донецької області.
Святогірськ є найзеленішим містом України — 2004 року на одного мешканця міста припадало 144,2 м² зелених насаджень, що є найкращим показником у країні (міжнародна норма — не менше 20 м²).
У місті розташований ландшафтний заказник місцевого значення Соснові насадження.

## Назва
- до 1938 року — Банно-Тетянівка;
- від 1938 року — селище Банне (Баннівське);
- від 1964 року — місто Слов'яногірськ;
- від 2003 року — місто Святогірськ.

## Історія

### Заснування

Святогірський монастир на карті Ізюмського полку

Поселення відоме з письмових джерел початку XVI століття під назвою Святі Гори.
Перша письмова згадка про поселення та переправу біля Святих Гір датується 1526 роком, в спогадах Зиґмунда Герберштейна.
Від 1624 року у Святих Горах згадується Святогірський Успенський чоловічий монастир, вибитий у крейдяних скелях правого берега річки Сіверський Донець.
У другій половині XVI століття організовано сторожову і станичну служби по Дінцю, у межах яких на лівому березі Сіверського Дінця діяла 5-а Святогірська сторожа.
У другій половині XVIII століття на лівому березі річки виникла монастирська слобода Банне. За переписом 1778 року, у ній мешкало 92 особи.

### Російська імперія

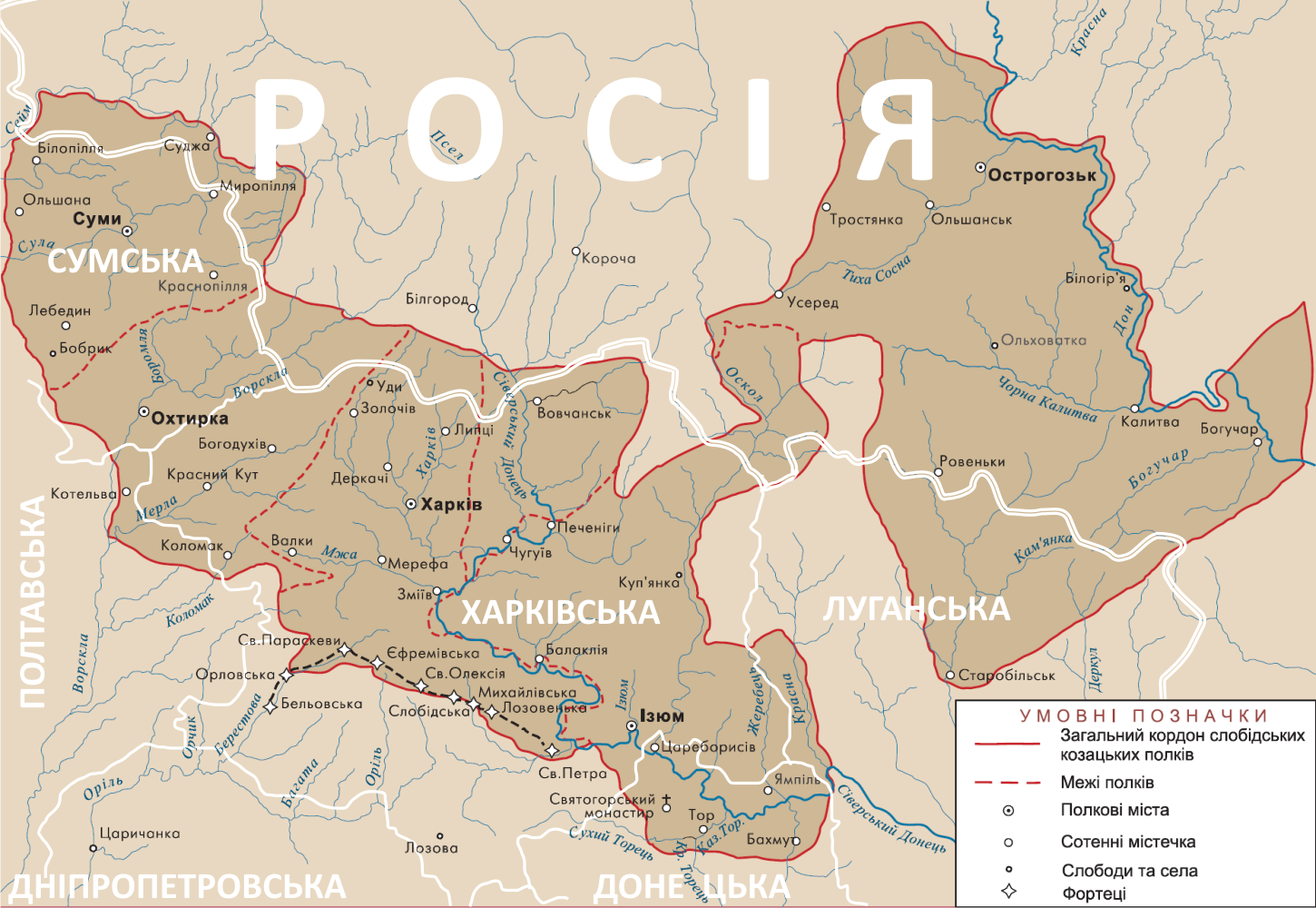
Карта Слобідської України за 1764 рік

1787 року за указом Катерини II Святогірський монастир закрили, а його майно передали до російської державної скарбниці.
1790 року імператриця подарувала Святогірський маєток князеві Григорієві Потьомкіну. Власних дітей у Потьомкіна не було, тому спадкоємцями стали його племінники (діти сестер). Святогірський маєток отримав у спадкове володіння Василь Васильович Енгельгарт. Після його смерті Святогірський маєток мав бути поділений між його сестрами. Тетяна Василівна Юсупова (уроджена Енгельгарт), мати Олександра Потьомкіна на прохання сина, щоб не розділяти маєток, купила всі чотири ділянки. У 1828 році маєток перейшов до Тетяни Василівни Юсупової. У 1830-х роках XIX століття вона намагалася відновити діяльність Святогірського монастиря, але отримала відмову. Після її смерті у 1841 році маєток перейшов до її сина від першого шлюбу Олександра Потьомкіна. У 1844 році у маєтку Потьомкіних відроджено Святогірський монастир. Тут побудовано нові церкви, корпуси і господарські будівлі. Серед іншого, почалося будівництво монументального Успенського собору висотою 53 м і довжиною 42 м. Напроти нього вже з 1851 р. височила Покровська церква з дзвіницею, яка мала 8 дзвонів. Найбільший із них важив 6354 кг. У Покровський церкві містилася ризниця, бібліотека й архів монастиря. У цей час поселення на правому березі відоме як Святогірськ, на лівому — як Банне.
У травні 1887 року Антон Чехов писав:
|  | Місце незвичайно красиве та оригінальне: монастир на березі річки Донця, біля підніжжя величезної білої скелі, на якій, тиняючись і нависаючи один над одним, нагромаджуються садки, дуби та вікові сосни. Здається, що деревам тісно на скелі і якась сила випирає їх угору й угору... Сосни буквально висять у повітрі і того й диви впадуть. Зозулі та солов'ї не замовкають ні вдень, ні вночі… При мені, зважаючи на Миколиний день, склалося близько 15 000 прочан, з яких 8/9 старої. Їжа монастирська дарова для всіх 15 000: борщ із сушеними піскарями і куліш. Те й інше, як і житній хліб, смачно. Дзвін чудовий. співчі погані. Брав участь у хресному ході на човнах. |

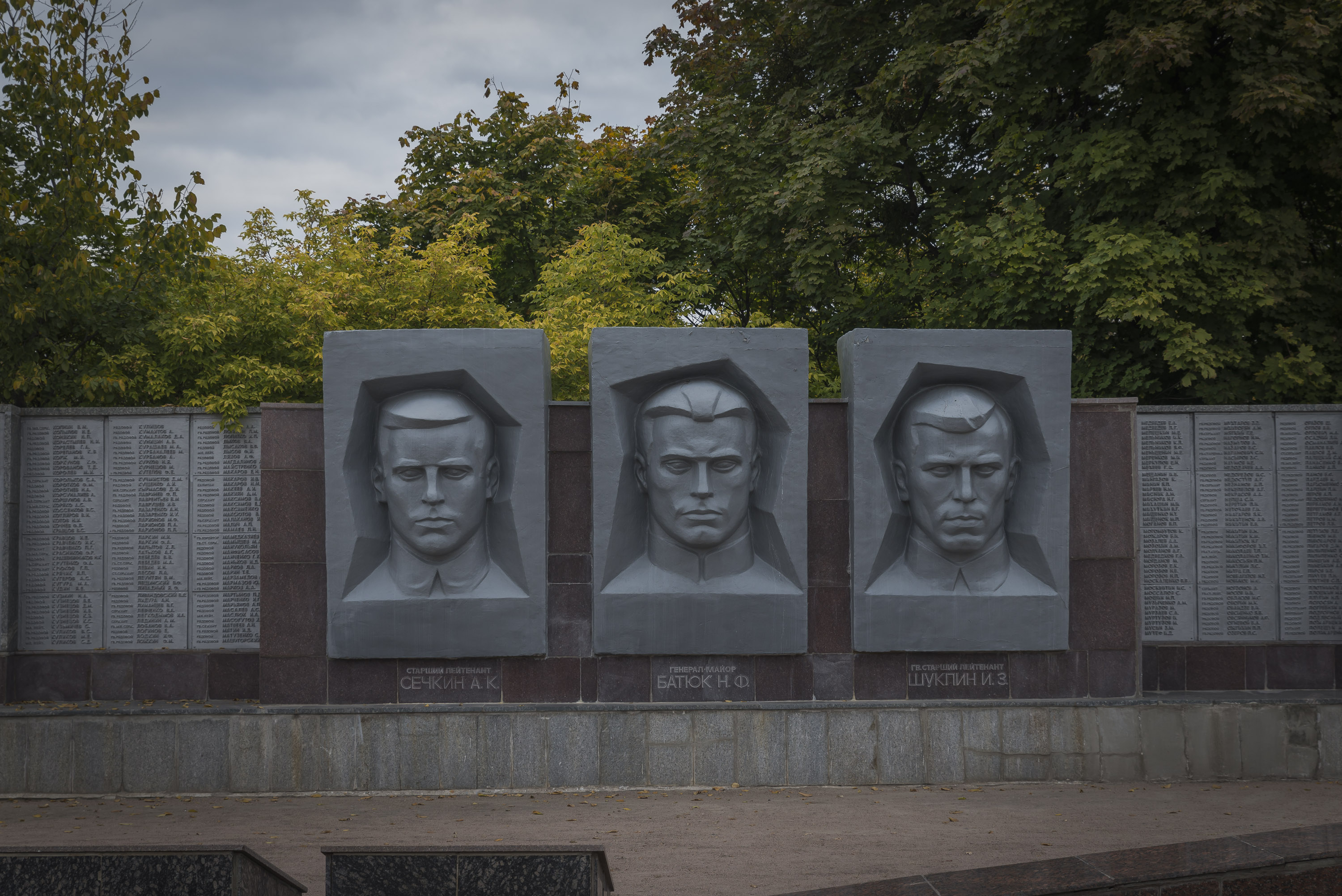
Меморіал загиблим воїнам-захисникам

У 1872 році Святогірський маєток перейшов у володіння до внучатого племінника Олександра Потьомкіна графа Георгія Рібоп'єра. Перед Першою світовою війною у монастирі проживало понад 600 ченців.

### Українська революція
Жовтневий переворот та початок радянської окупації перервали перебіг життя монастиря. У 1917 році маєток було націоналізовано. Впродовж Української революції Святогірськ став частиною проголошеної III Універсалом Української Народної Республіки у складі адміністративно-територіальної одиниці Донеччина з центром у Слов'янську. Під час радянсько-української війни, після проголошення у 1918 році Донецько-Криворізької Радянської Республіки почалися систематичні утиски монастиря, що супроводжувалися святотатством, дискредитацією, знущаннями та вбивством братії. У 1918 р. кількість ченців скоротилася з 700 до 200 осіб.

### Радянський період
Щоб припинити «використовування краси природи з метою затемнення народу», голова Донецького губернського комітету Російської комуністичної партії (більшовиків) Еммануїл Квірінг постановив у жовтні 1922 року перетворити всі будівлі та майно монастиря на будинок відпочинку. Успенський собор став кінотеатром.

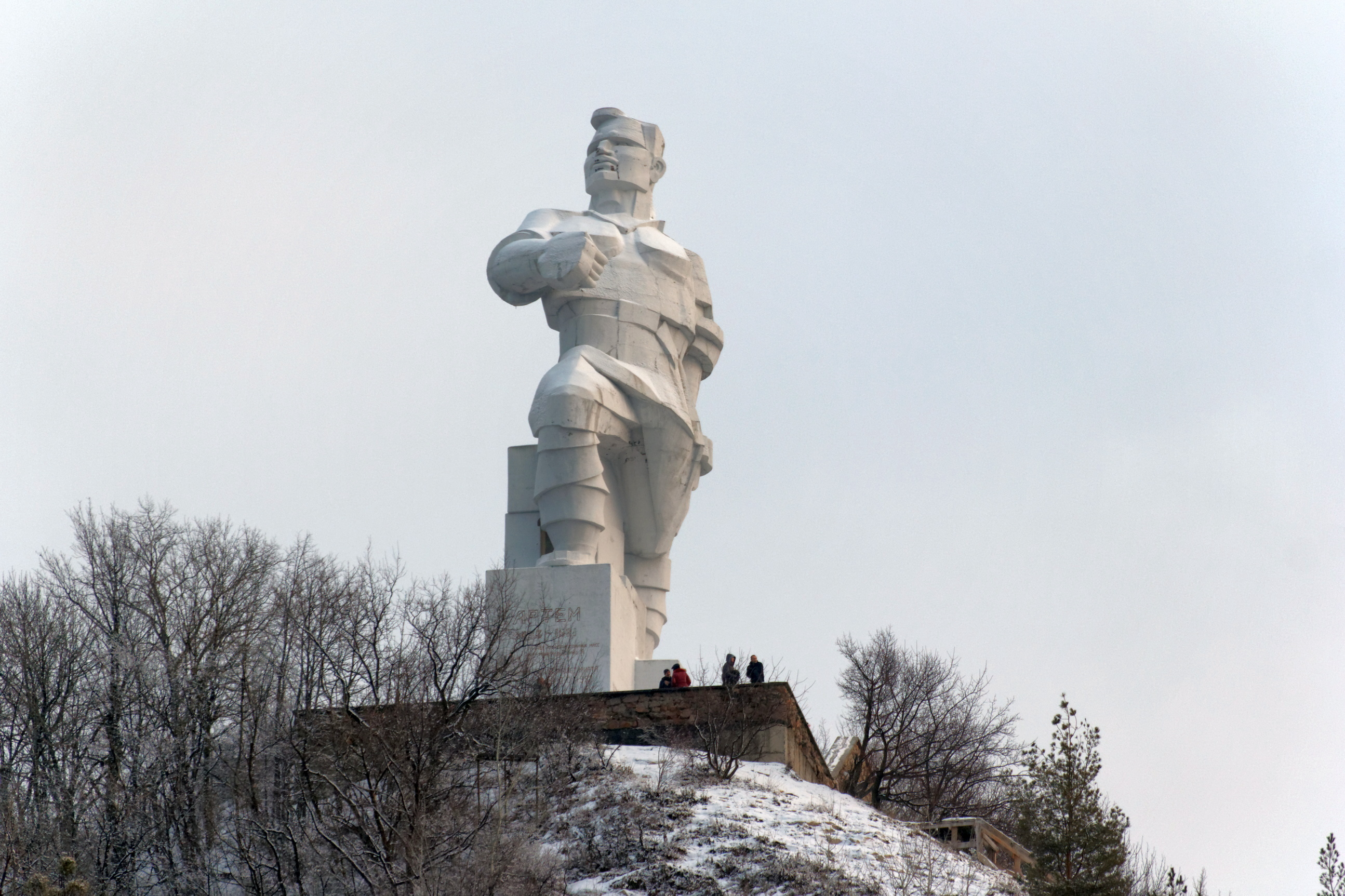
Пам'ятник авторства видатного скульптора І.П. Кавалерідзе

Більшовики розорили Арсенівський, Охтирський та Спасів монастирські скити, зруйнували Преображенський, Всіхсвятський та Петро-Павлівський храми, а на верхівці гори поруч із монастирем установили пам'ятник революціонеру Артему. Величезну бетонну постать в кубістичному стилі виконав скульптор Іван Кавалерідзе. Святі Гори було названо Червоними, Святогірськ — Слов'яногорськом, а монастир — Будинком відпочинку імені Артема.
Під час Другої світової війни перебувало під тимчасовою німецькою окупацією, звільнено радянськими військами у ході контрнаступу.
1964 року селище Банне отримало статус міста і назву Слов'яногірськ. У 1980 році ансамбль споруд оголошено Святогірським державним історико-архітектурним заповідником.

### Незалежна Україна
16 липня 1991 року на Слов'яногірських крейдяних горах вперше на Донбасі встановлено державний Прапор України. Цей захід здійснено членами Народного руху України з Донецька.
У 1992 році був відроджений Святогірський монастир. З'явилися ієромонахи, ченці, послушники. У вільне користування монастирю повернули Успенський собор, Миколаївську церкву, печерну церкву святих Антонія і Феодосія, комплекс печерних споруд, східну і західну вежі, Кирилівські і Мефодіївські сходи, нижній і верхній павільйони паломників. 15 травня 2003 року Слов'яногірськ офіційно перейменовано на Святогірськ.
2004 року Святогірський монастир отримав статус лаври.
У 2011 році місце, де раніше до території заповідника була додана так звана «Потьомкінська дача», з метою реставрації.
12 червня 2020 року, в результаті адміністративно-територіальної реформи, Святогірськ став адміністративним центром Святогірської міської громади.
17 липня 2020 року, в результаті адміністративно-територіальної реформи, Святогірськ увійшов до складу Краматорського району Донецької області.

#### Російсько-українська війна
З початком Російсько-української війни у 2014 році, Святогірськ опиняється під контролем незаконних терористичних збройних формувань.
23 квітня силами спецпідрозділів МВС України в районі міста була виявлена група озброєних людей. Того ж дня, в межах Антитерористичної операції на сході України, Святогірськ було звільнено. Подальших активних бойових дій на території міста не велося.
Під час російського вторгнення в Україну, з наближенням лінії фронту, місто почало зазнавати обстрілів з боку російських окупантів.
12 березня під час бойових дій в місті Святогірськ отримали пошкодження приміщення Святогірської обителі та отримали поранення вимушені біженці, які проживають у монастирі.
30 травня внаслідок обстрілу міста Святогірськ було пошкоджено Святогірську лавру, загинули двоє монахів цієї обителі та монахиня, троє монахів зазнали поранень.
4 червня російським обстрілом було знищено Всіхсвятський скит.
7 червня місто тимчасово окуповано російськими загарбниками. Тодішній мер Володимир Бандура перейшов на бік окупантів і звинуватив ЗСУ у воєнних злочинах. На колишнього мера Святогірська до 24 лютого було відкрито кримінальне провадження, який обвинувачений у розкраданні міського бюджету. У 2020 році Володимир Бандура одержав перемогу на виборах міського голови Святогірська, йому оголошена підозра у державній зраді.
12 вересня 2022 року, в ході Слобожанського контрнаступу ЗСУ в Харківський області, місто було звільнено від російських окупантів. 1 жовтня в місті відновлена робота місцевої поліції.
5 грудня 2022 року, у Міжнародний день волонтера, у звільненому Святогірську була закладена Алея волонтерів.

##### Відбудова Святогірська
Після повномасштабного вторгнення місто Святогірськ зазнало значних руйнувань. Це стосується як приватних будинків, так і комунальних, адже майже всі вони були пошкоджені або повністю зруйновані. Близько 1500 людей залишилися без житла. Станом на березень 2024 року приблизно 400 приватних будинків отримали допомогу у вигляді заміни шиферу або вікон на суму до 1500 доларів.

## Населення

### Чисельність
| 1959    | 1970    | 1979    | 1989    | 2001    |
| ------- | ------- | ------- | ------- | ------- |
| ▼ 4 516 | ▲ 5 112 | ▲ 5 433 | ▲ 5 789 | ▼ 5 136 |
| 2003    | 2004    | 2005    | 2006    | 2007    |
| ▼ 5 052 | ▼ 4 989 | ▼ 4 971 | ▼ 4 945 | ▬ 4 942 |
| 2008    | 2009    | 2010    | 2011    | 2012    |
| ▼ 4 889 | ▼ 4 819 | ▼ 4 791 | ▼ 4 692 | ▼ 4 676 |
| 2013    | 2014    | 2015    | 2016    | 2017    |
| ▼ 4 654 | ▼ 4 630 | ▼ 4 592 | ▼ 4 531 | ▼ 4 504 |
| 2018    | 2019    | 2020    | 2021    | 2022    |
| ▼ 4 433 | ▼ 4 395 | ▼ 4 369 | ▼ 4 309 | ▼ 4 226 |

### Національний склад
Розподіл населення за національністю за даними перепису 2001 року:
| Національність  | Відсоток |
| --------------- | -------- |
| українці        | 76.29%   |
| росіяни         | 21.55%   |
| білоруси        | 0.55%    |
| вірмени         | 0.47%    |
| інші/не вказали | 1.14%    |

### Мова
Розподіл населення за рідною мовою за даними перепису 2001 року:
| Мова            | Кількість | Відсоток |
| --------------- | --------- | -------- |
| українська      | 2492      | 65.49%   |
| російська       | 1292      | 33.96%   |
| вірменська      | 9         | 0.24%    |
| білоруська      | 5         | 0.13%    |
| румунська       | 3         | 0.08%    |
| інші/не вказали | 4         | 0.10%    |
| Усього          | 3805      | 100%     |

За даними перепису 2001 року населення міста становило 3805 осіб, для переважної більшости мешканців, а саме 65 % рідною мовою була українська, 34 % — російська, 0,24 % — вірменська, 0,13 % — білоруська, 0,08 % — румунська мова.

## Економіка
Харчові підприємства. Більше половини загальної кількості зайнятих у народному господарстві працює в рекреаційних закладах, у промисловості — близько 10 %.
Місто Святогірськ регулярно приваблює велику кількість туристів.

## Транспорт
До 1941 року в місті діяв кінний трамвай — конка, від залізничної станції Святогірськ до берега річки Сіверський Донець. Нині діє автобусний маршрут, що сполучає залізничну станцію Святогірськ з центром міста й Святогірською лаврою.

## Соціальна сфера
У квітні 2019 року в Святогірську відкрили Центр безпеки громадян, який повинен скоротити час прибуття рятівників і поліції до віддалених сіл. Також у 2019 році відкрився Туристичний інформаційний центр, мета якого — проведення екскурсій, конференцій і поширення іміджевої інформації про Святогірськ.

## Пам'ятки

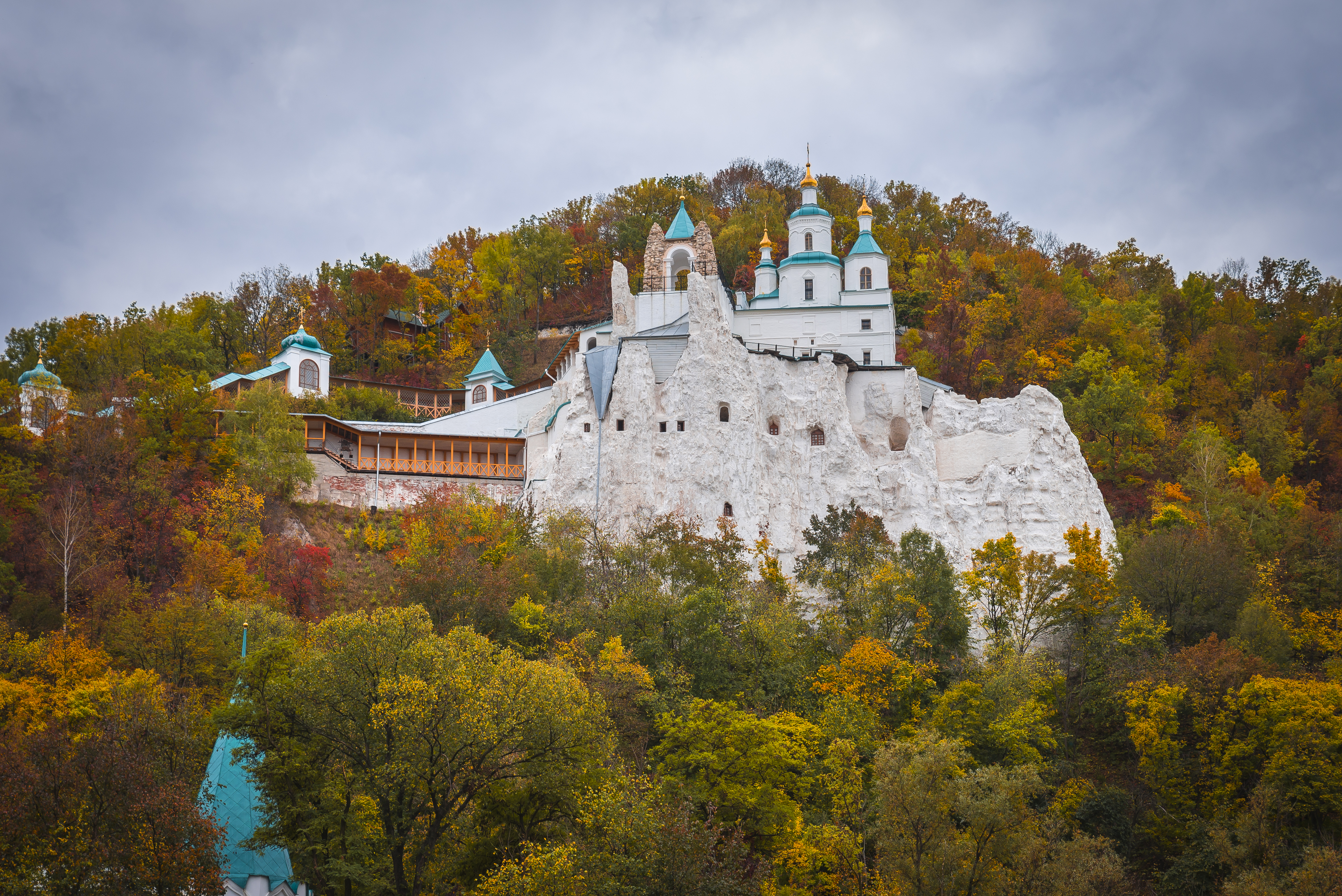
Миколаївська церква на крейдяній скелі (Святогірська лавра)

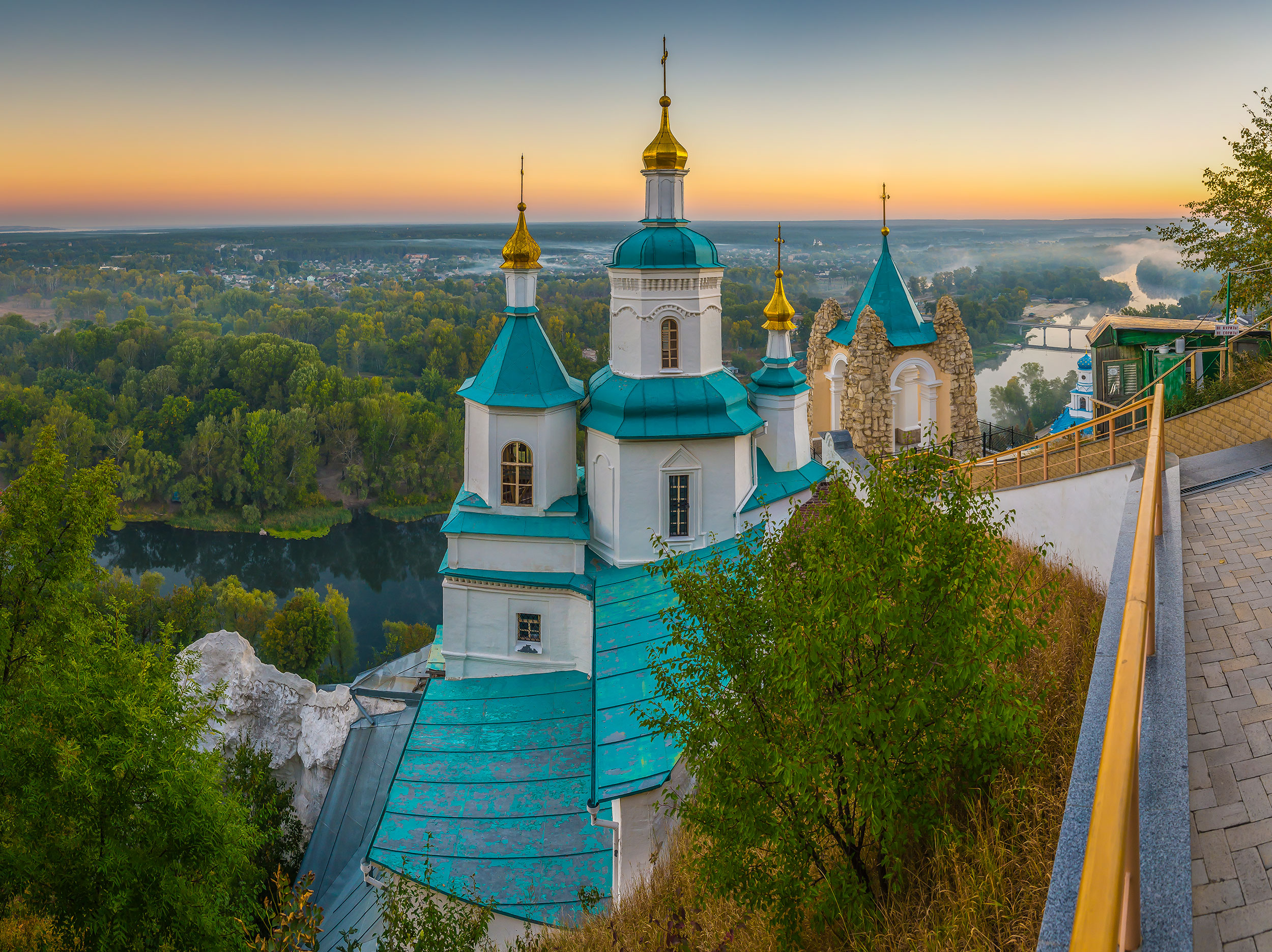

- Свято-Успенська Святогірська лавра
- Комплекс пам'яток історії та культури XVII—XX століть — музей, виставкові зали Святогірського державного історико-архітектурного заповідника (СДІАЗ). В історичному музеї виставлено 14 тисяч експонатів, які знайомлять з побутом перших поселенців, панорамними видами Святогірська і сувенірною продукцією[27]
- Святогірськ знаходиться на території національного природного парку «Святі гори»
- Пам'ятник Артему (Федору Сергєєву (Артему)) роботи Івана Кавалерідзе
- Ландшафтний заказник місцевого значення Соснові насадження
- Дуб Камишева — пам'ятник на могилі лейтенанта В. М. Камишева
- Дуб-Патріарх — 640-річний дуб висотою 29 метрів. Діаметр — 2 метри, охоплення стовбуру — 6,3 метри[27]
- Скульптура Пресвятої Богородиці — ігумені (скульптор Н. Г. Шматько)
- Святогірська загальноосвітня школа (вул. Шкільна)
- Святогірська міська лікарня № 4 (вул. Івана Мазепи)
- Обласний госпіталь ветеранів війни (вул. Молодіжна)
- У Святогорську проводиться міжнародний фестиваль авторської пісні «32 травня»[28].

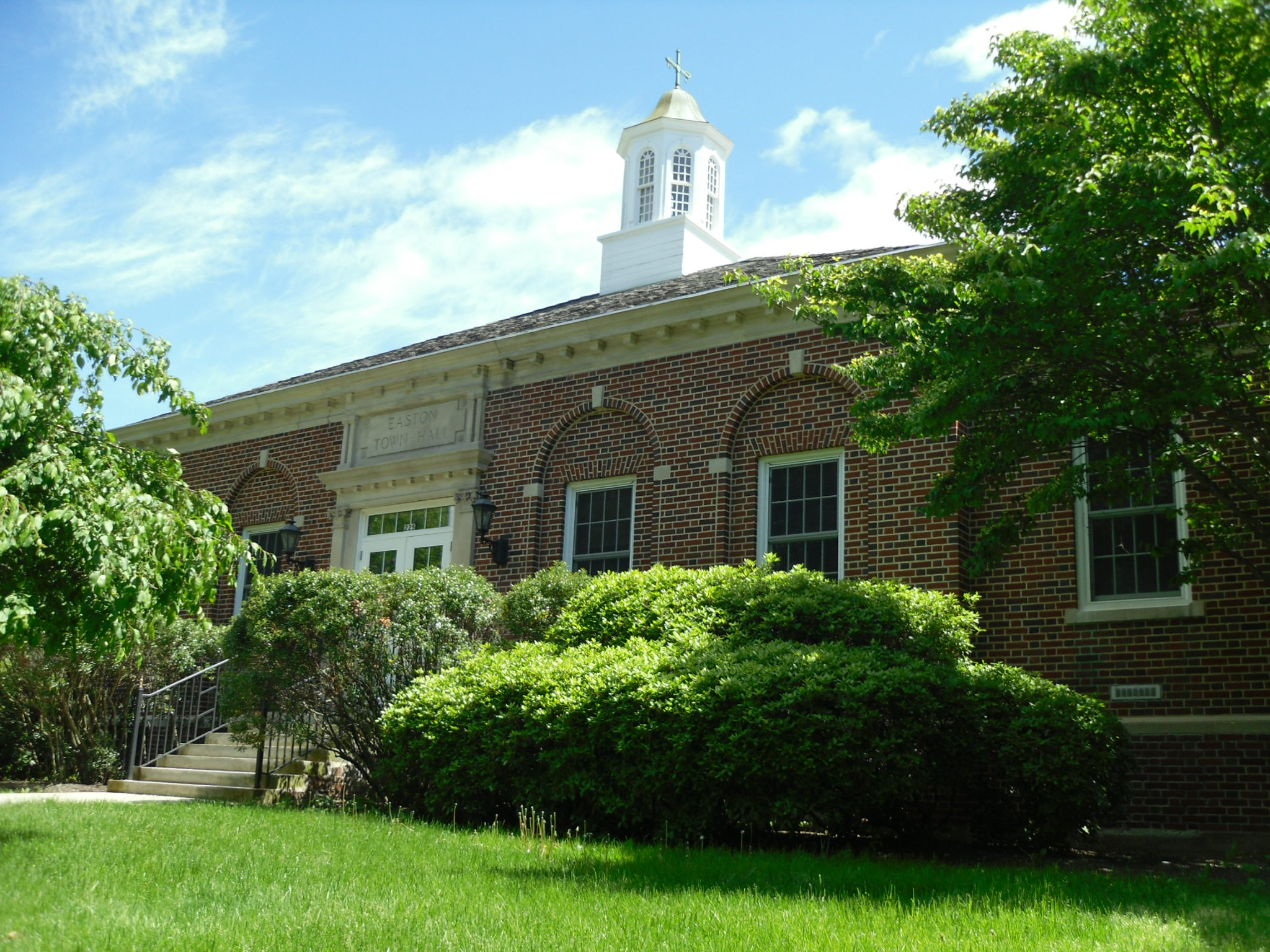
Істон, штат Коннектикут - місто-побратим Святогірська з 2023 року

## Міста-побратими
Істон, США